# Miray Daner
Miray Naz Daner (* 15. Januar 1999 in Istanbul) ist eine türkische Schauspielerin.

## Leben und Karriere
Daner wurde am 15. Januar 1999 in Istanbul geboren. Mütterlicherseits kommt ihre Familie aus Griechenland. Mit dem Schauspielen begann Daner im Alter von sieben Jahren. Ihr Debüt gab sie 2008 in der Serie Papatyam, wo sie auch die Hauptrolle spielte.
Ihre nächste Hauptrolle bekam sie 2012 in Zil Çalınca. Anschließend bekam sie 2016 eine Rolle in Vatanım Sensin. 2018 trat sie in dem Film Hürkuş: Göklerdeki Kahraman auf. Seit 2022 spielt sie in der Netflixserie Der Vogel und die Löwin die Hauptrolle.

## Privates
Die Cousins von Daner sind die Schauspieler Aras Bulut İynemli und Orçun İynemli. Der Schauspieler İlhan Daner ist der Bruder ihres Großvaters.

## Theater
- 2010: Sürç-i Lisan Etti-isek Affola
- 2021: Romeo ve Juliet

## Filmografie
Filme
- 2010: Dersimiz Atatürk
- 2011: Çınar Ağacı
- 2013: Arkadaşım Max
- 2018: Hürkuş: Göklerdeki Kahraman
- 2022: Hayat

Serien
- 2008: Bez Bebek
- 2008–2011: Papatyam
- 2010: 1 Kadın 1 Erkek
- 2012–2013: Zil Çalınca
- 2012: Merhaba Hayat
- 2012: Zil Çalınca Avı
- 2013–2015: Medcezir
- 2016–2018: Vatanım Sensin
- 2018–2019: Bir Litre Gözyaşı
- 2019: The Protector
- 2020: Saygı
- seit 2022: Der Vogel und die Löwin
- 2022: Kara Tahta
- seit 2023: Hudutsuz sevda

## Musikvideos
- 2020: Son Mektup (von Bergüzar Korel)